# Février 1786

## Événements

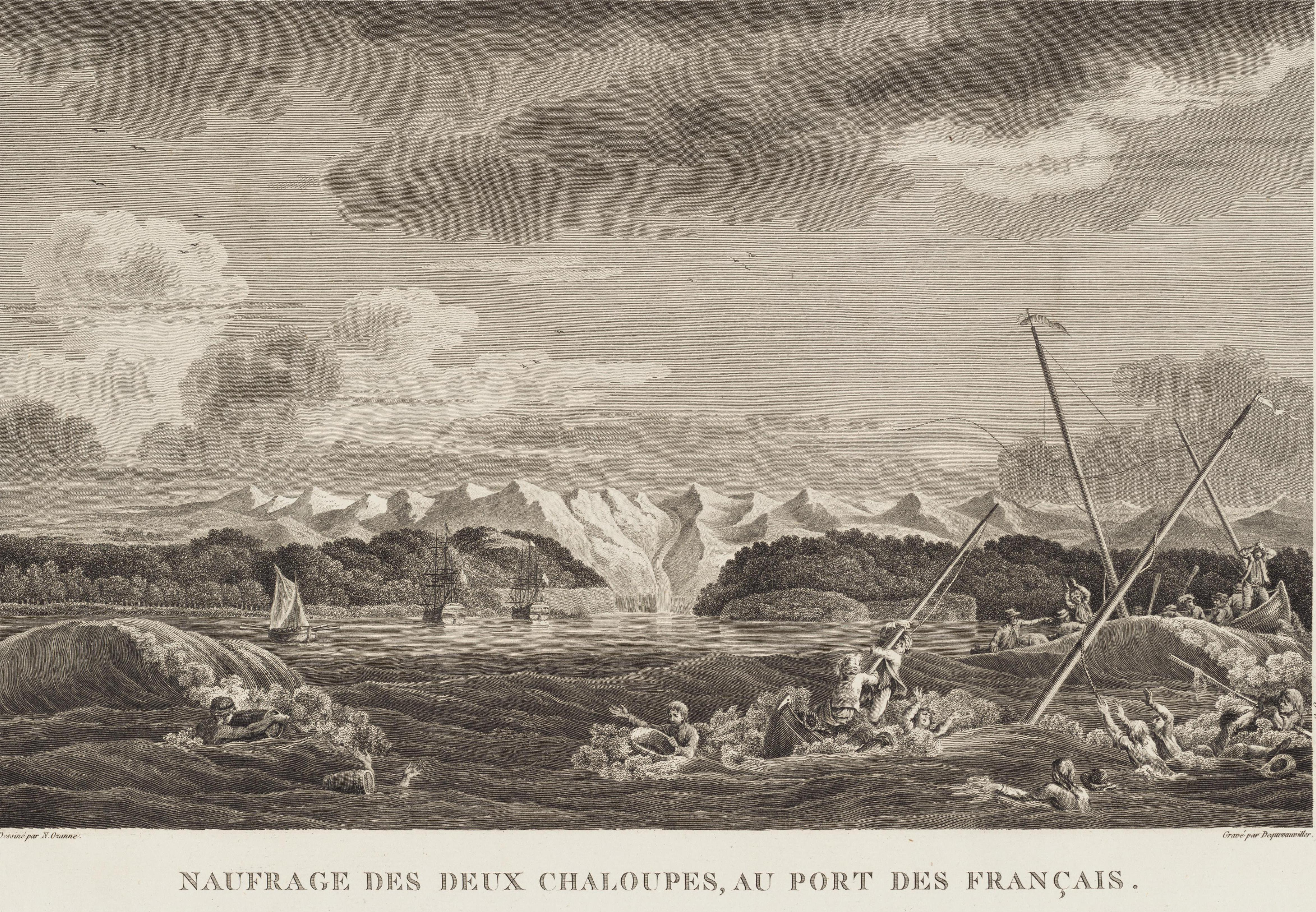
13 juillet, expédition de La Pérouse : le naufrage de deux chaloupes au pied du mont Saint Elias en Alaska en 1786 coûte la vie à 21 personnes. (Gravure de N. Ozanne, 1797)

- 3 février : création du Comté de Greene (Géorgie).

- 11 février : édit réglementant les kermesses dans les États des Habsbourg[1].

- 15 février : découverte par William Herschel de la nébuleuse de l'Œil de Chat (NGC 6543).

- 24 février : l'expédition de La Pérouse atteint le Chili[2].

## Naissances
- 2 février : Jacques Philippe Marie Binet (mort en 1856), mathématicien et astronome français.
- 26 février : François Arago († 1853), mathématicien, physicien, et astronome français.

## Décès
- 25 février : Thomas Wright (né en 1711), astronome anglais[3].